# 1 Zaporoska Dywizja Strzelców
1 Zaporoska Dywizja Strzelców – dywizja wchodząca w skład Armii Ukraińskiej, biorąca udział w wojnie polsko-bolszewickiej jako sojusznik Wojska Polskiego.

## Formowanie i walki
Sformowana z jednostek Grupy Zaporoskiej w przededniu I Pochodu Zimowego jako Zaporoska Dywizja Zbiorcza. Broniła się nad Markówką. W połowie czerwca obsadziła linię Rusawy. 18 czerwca odparła atak bolszewickiej 41 Dywizji Strzelców. 1 lipca odrzuciła natarcie przeciwnika pod Szarogrodem. Podczas obrony linii Zbrucza stanowiła odwód Armii URL. W ostatnich dniach lipca broniła odcinka frontu nad Seretem. 1 września przeprowadziła nieudane natarcie na Rohatyn. Podczas polskiej ofensywy w Galicji Wschodniej we wrześniu 1920 walczyła w składzie grupy gen. Zahrodzkiego. Nacierała na Trembowlę i Tarnopol, 21 września sforsowała Zbrucz i 25 września weszła do Płoskirowa.

## Struktura organizacyjna
Według raportu z 22 maja 1920 roku dywizja miała następujący skład:
- 1 Brygada Strzelców (3 kurenie po 100 żołnierzy);
- 2 Brygada Strzelców (2 kurenie po 120 żołnierzy);
- dwa pułki jazdy, każdy po 4 sotnie liczące przeciętnie po 50–60 żołnierzy;
- cztery karabiny maszynowe;
- dwa działa;
- dywizjon artylerii (4 działa)[1].

## Żołnierze oddziału

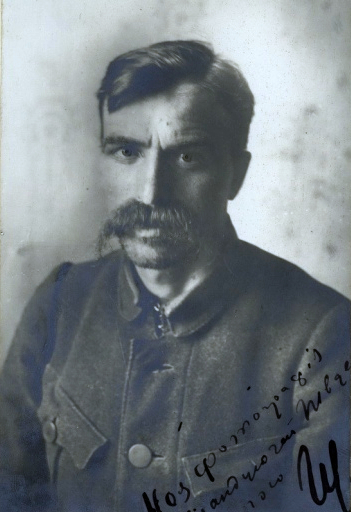
Andrij Hułyj-Hułenko. Zdjęcie po aresztowaniu przez bolszewików

| Dowództwo jednostki            |                        |                                   |
| Stopień, imię i nazwisko       | Okres pełnienia służby | Uwagi                             |
| Dowódcy dywizji                |                        |                                   |
| płk Andrij Hułyj-Hułenko       | 2 II – 12 X            |                                   |
| gen. chor. Hawryło Bazylskyj   | 12 X – koniec wojny    |                                   |
| Zastępcy dowódcy dywizji       |                        |                                   |
| gen. chor. Mykoła Jasznyczenko | 9 VI – 28 VIII         | pełnił też obowiązki szefa sztabu |
| Szefowie sztabu                |                        |                                   |
| płk Mychajło Krat              | do 8 V                 |                                   |
| płk Mykoła Jasznyczenko        | 8 V – 18 VI            |                                   |
| płk Dihtiariw                  | 8 VI – 7 VII           |                                   |
| płk Mykoła Jasznyczenko        | 9 VII – 3 VIII         |                                   |
| sot. Wołodymyr Sawczenko       | 3 VIII – 6 IX          |                                   |
| por. Mychajło Werbyckyj        | 6 – 18 IX              |                                   |
| ppłk Opanas Stefaniw           | 18 IX – koniec wojny   |                                   |